# Ren Katō
Ren Katō (japanisch 加藤 蓮 Katō Ren; * 28. Dezember 1999 in Otaru, Hokkaidō) ist ein japanischer Fußballspieler.

## Karriere
Ren Katō erlernte das Fußballspielen in der Jugendmannschaft von Hokkaido Consadole Sapporo sowie in der Universitätsmannschaft der Meiji-Universität. Von Mitte September 2021 bis Saisonende wurde er von der Universität an Tokyo Verdy ausgeliehen. Der Verein, der in der Präfektur Tokio beheimatet ist, spielt in der zweiten japanischen Liga. Während seiner Ausleihe kam er in der zweiten Liga nicht zum Einsatz. Nach Ende der Ausleihe wurde Katō am 1. Februar 2022 fest von Verdy unter Vertrag genommen. Sein Zweitligadebüt gab Ren Katō am 13. März 2022 (4. Spieltag) im Auswärtsspiel gegen Thespakusatsu Gunma. Hier wurde er in der 58. Minute für Kōhei Yamakoshi eingewechselt. Verdy gewann das Spiel durch ein Tor von Rihito Yamamoto mit 1:0. Am Ende der Saison 2023 wurde er mit Verdy Tabellendritter. In den Aufstiegsspielen konnte man sich durchsetzen und stieg in die erste Liga auf. Nach zwei Spielzeiten, in denen er 70 Ligaspiele bestritt, wechselte er im Januar 2024 zum Erstligisten Yokohama F. Marinos.